# Lambda de l'Àguila
Lambda de l'Àguila (λ Aquilae) és una estrella de la constel·lació de l'Àguila. Coneguda també amb el nom tradicional de Al Thalimain, nom que comparteix amb ι Aquilae. El nom deriva del mot àrab الثالمين ath-thalīmain que significa "el Dos Estruços".
Lambda de l'Àguila és una estrella blava-blanca del tipus B de les nanes de la seqüència principal amb una magnitud aparent de +3,43. Està aproximadament a 125 anys llum de la Terra.